# ARToolKit
ARToolKit (Augmented Reality Toolkit) は、拡張現実 (AR) アプリケーションを実現するためのC言語ライブラリである。

## 概要
拡張現実 (AR) とは、現実の環境に対し、仮想的な情報などを合成する技術である。
ARToolKitはARの研究のために開発されたソフトウェアライブラリであり、
奈良先端科学技術大学院大学の加藤博一教授によって開発され、ワシントン大学のHuman Interface Technology Laboratory (HIT Lab) によってサポートされている。
このライブラリを利用することで、ARアプリケーションを比較的容易かつリアルタイムに実装することが可能である。
なお、現在はオープンソースプロジェクトとして、SourceForge  にホスティングされている。

## リファレンス
1. ↑  Kato, H., Billinghurst, M. "Marker tracking and hmd calibration for a video-based augmented reality conferencing system.", In Proceedings of the 2nd IEEE and ACM International Workshop on Augmented Reality (IWAR 99), October 1999.
2. ↑  ARToolKit SourceForge page